# نادي شباب الأردن للسيدات
تأسّس نادي شباب الأردن للسّيدات عام 2003م، ويُعدّ أحد أهم الأندية المحليّة في كُرة القدم للسيّدات؛ لأنّه يضمّ نُخبةً من اللّاعبات اللّواتي يلعبن داخل المُنتخبِ الوطنيّ، كما حصل على بطولة غرب آسيا للسّيدات في عام 2019م، وبُطولة الدّوري الأُردنيّ النّسويّ للمُحترفات في عام (2008 / 2009)م، (2011 / 2012)م و(2015 / 2016)م، وبطولة الدّوري الأُردنيّ النّسائيّ (خُماسي - صالات) لعام (2005 / 2006)م، ورئيس النّادي هو سليم خير.

## تشكيلة النّادي
تلعبُ في حراسة المَرمى كلّ من:
- آيات حبيب.
- زينة السّعدي.

تلعب في الدّفاع كلّ من:
- آلاء الدّباس.
- هيا نوفل.
- إسراء عجارمة.
- جيدا النبر.
- نور أيّوب.
- نوف حجازي.
- سارة العامر.
- سوسن الحساسين.
- شرين الشّلبي.
- شروق الشاذلي.
- وعد الرّواشدة.

تلعب في الوسط كلّ من:
- هبة فخر الدّين.
- أسيل البراوي.
- دينا عقل.
- براء الرّشدان.
- ايما كوريك.
- لاريسا الدّابوقي.
- رند خريسات.
- لونا المصري.
- رزان الشّمالي.
- سما خريسات.
- شذى سهاونة.
- ياسمين خير.

تلعب في الهجوم كلّ من:
- دينا الفايز.
- فاتنة أبو الوفا.
- لونا المومني.
- نتاشا النّبر.
- منار مُصطفى فريج.
- ستيفاني مازن النّبر.

## انتقالات
حدَثت عدّة انتقالات من نادي شباب الأردن للسيّدات، ومنها:
- آية المجالي: انتقلت إلى نادي الاتّحاد في 15 نوفمبر 2022م.
- آلاء أبو قشة: اعتزلت في 25 مايو 2017م.
- آلاء القريني: اعتزلت في 18 مايو 2015م.
- هناء أبو الروس: اعتزلت في 18 مايو 2015م.
- ماهر أبو هنطش: انتهى عقده في 18 مايو 2009م.

## بطولة غرب آسيا لأندية السيدات 2019م
أحرزَ نادي شباب الأُردن للسيّدات لقبُ بطولة غرب آسيا لأندية السّيدات في عام 2019م، وقد شاركَ في هذه البُطولة أربعةُ أنديةٍ إلى جانب نادي شباب الأٌردن وهي: نادي الرفاع الرّياضيّ، نادي نُجوم الرّياضة، نادي أبو ظبي الرّياضيّ و النّادي الأرثوذكسي بيت ساحور، وشَهدت الجّولةُ الأُولى فوزَ نادي نُجوم الرّياضة بنتيجة 7-0 على النّادي الأرثوذكسي، وفازَ نادي شباب الأُردن بنتيجة 2-1 على نادي أبو ظبي، أمّا في الجّولة الثّانية فاز نادي شباب الأُردن بنتيجة 2-0 على نادي الرفاع، و نادي نجوم الرّياضة بنتيجة 2-1 على نادي أبو ظبي، ثمّ فاز نادي شباب الأردن 3-0 على نادي نجوم الرّياضة في الجّولة الثّالثة، وحقّق نادي الرفاع فوزًا بنتيجة 9-0 على نادي الأرثوذكسي.
في الجّولة الرّابعة تفوّق نادي أبو ظبي على نادي الرفاع بنتيجة 2-1، ونادي شباب الأُردن على النّادي الأرثوذكسي بنتيجة 11-1، وفي آخر جولةٍ تعادل نادي الرفاع مع نادي نجوم الرّياضة، وأحرزَ نادي أبو ظبي فوزًا على النّادي الأرثوذكسي بنتيجة 11-0، ومُنح اللّقب نهايةً إلى نادي شباب الأُردن بعد تصدّره التّرتيب، ووُصول مجموع نقاطه إلى 12 نقطةً.